# 勒拉拉
勒拉拉是非洲南部國家博茨瓦納的村落，由中部區負責管轄，距離林波波河約30公里，毗鄰與津巴布韋接壤的邊境，居民主要信奉天主教，2001年人口估計約5,474。
22°46′49″S 27°46′37″E / 22.78028°S 27.77694°E